# とびっきりおうどん
とびっきりおうどんは、全日本空輸が東洋水産と共同開発したカップうどん。既に取り扱いを終了している。

## 特徴
日本航空が世界に先駆けて開発した機内用カップうどん「JALですかい」の成功を受けて開発された。「JALですかい」と同様のコンセプトで開発され、沸点の低い機内でも提供できるよう、80℃のお湯でも戻る特殊な麺を使用している。
国際線ビジネスクラスにおける軽食サービスとして提供していたが、後に国内線のスーパーシートプレミアムでも無料で（2008年4月からプレミアムクラスが導入されたことに伴い廃止）、および飛行距離の長い那覇-羽田・伊丹・関西・中部・仙台線では有料(300円)で販売も行っていた。
機内では法令上客室乗務員が湯を注ぐことが出来ないため、乗客が自分で注ぐようになっていた。
かつては空港売店「ANA FESTA」や、インターネット上の通信販売でも購入できるようになっていたが、ともに既に発売終了している。

## 関連商品
カレーライスの「とびっきりカレー」(ごろごろビーフ、ごろごろシーフードの2種)、ラーメンの「とびっきりらーめん」(ただし、みそ味のみ)も提供されていた。